# Mitchell Duke
Mitchell Duke (sinh ngày 18 tháng 1 năm 1991) là một cầu thủ bóng đá người Úc.

## Đội tuyển bóng đá quốc gia Úc
Mitchell Duke thi đấu cho đội tuyển bóng đá quốc gia Úc từ năm 2013.

## Thống kê sự nghiệp
| Đội tuyển bóng đá Úc | Đội tuyển bóng đá Úc | Đội tuyển bóng đá Úc |
| Năm                  | Trận                 | Bàn                  |
| -------------------- | -------------------- | -------------------- |
| 2013                 | 4                    | 2                    |
| 2014                 | 2                    | 0                    |
| 2021                 | 9                    | 5                    |
| 2022                 | 10                   | 2                    |
| 2023                 | 7                    | 2                    |
| 2024                 | 5                    | 1                    |
| Tổng cộng            | 37                   | 12                   |

### Bàn thắng quốc tế
Tính đến 6 tháng 1 năm 2023
| #  | Ngày                 | Địa điểm                                                      | Đối thủ           | Bàn thắng | Kết quả | Giải đấu                      |
| -- | -------------------- | ------------------------------------------------------------- | ----------------- | --------- | ------- | ----------------------------- |
| 1  | 25 tháng 7 năm 2013  | Sân vận động Hwaseong, Hwaseong, Hàn Quốc                     | Nhật Bản          | 1–2       | 2–3     | EAFF Cup 2013                 |
| 2  | 28 tháng 7 năm 2013  | Sân vận động Olympic, Seoul, Hàn Quốc                         | Trung Quốc        | 3–4       | 3–4     | EAFF Cup 2013                 |
| 3  | 7 tháng 6 năm 2021   | Sân vận động Quốc tế Jaber Al-Ahmad, Thành phố Kuwait, Kuwait | Đài Bắc Trung Hoa | 4–0       | 5–1     | Vòng loại FIFA World Cup 2022 |
| 4  | 7 tháng 6 năm 2021   | Sân vận động Quốc tế Jaber Al-Ahmad, Thành phố Kuwait, Kuwait | Đài Bắc Trung Hoa | 5–1       | 5–1     | Vòng loại FIFA World Cup 2022 |
| 5  | 2 tháng 9 năm 2021   | Sân vận động Quốc tế Khalifa, Doha, Qatar                     | Trung Quốc        | 3–0       | 3–0     | Vòng loại FIFA World Cup 2022 |
| 6  | 7 tháng 10 năm 2021  | Sân vận động Quốc tế Khalifa, Doha, Qatar                     | Oman              | 3–1       | 3–1     | Vòng loại FIFA World Cup 2022 |
| 7  | 16 tháng 11 năm 2021 | Sân vận động Sharjah, Sharjah, UAE                            | Trung Quốc        | 1–0       | 1–1     | Vòng loại FIFA World Cup 2022 |
| 8  | 25 tháng 9 năm 2022  | Eden Park, Auckland, New Zealand                              | New Zealand       | 1–0       | 2–0     | Giao hữu                      |
| 9  | 26 tháng 11 năm 2022 | Sân vận động Al Janoub, Al Wakrah, Qatar                      | Tunisia           | 1–0       | 1–0     | FIFA World Cup 2022           |
| 10 | 16 tháng 11 năm 2023 | Sân vận động Melbourne Rectangular, Melbourne, Úc             | Bangladesh        | 3–0       | 7–0     | Vòng loại FIFA World Cup 2026 |
| 11 | 16 tháng 11 năm 2023 | Sân vận động Melbourne Rectangular, Melbourne, Úc             | Bangladesh        | 4–0       | 7–0     | Vòng loại FIFA World Cup 2026 |
| 12 | 6 tháng 1 năm 2023   | Sân vận động Baniyas, Abu Dhabi, UAE                          | Bahrain           | 2–0       | 2–0     | Giao hữu                      |